# Petalocephala glauca
Petalocephala glauca är en insektsart som beskrevs av Melichar 1903. Petalocephala glauca ingår i släktet Petalocephala och familjen dvärgstritar. Inga underarter finns listade i Catalogue of Life.